# Eric Edgar Cooke
Pour les articles homonymes, voir Cooke.
Eric Edgar Cooke surnommé "The Night Caller" (25 février 1931 – 26 octobre 1964) était un tueur en série australien. De 1959 à 1963, il terrorisa la ville de Perth (Australie-Occidentale), en commettant 22 crimes et délits violents, huit étant mortels.

## Jeunesse
Eric Edgar Cooke est né le 25 février 1931 à Victoria Park, une banlieue de Perth et il est l'aîné de trois enfants.
Cooke est né dans une famille malheureuse et violente ; ses parents se sont mariés uniquement parce que sa mère était enceinte de lui, et son père alcoolique l'a fréquemment battu, notamment quand le garçon tentait de protéger sa mère des comportements liés à l'alcool de son père. Cooke fut souvent hospitalisé à la suite de blessures à la tête et fut soupçonné d'avoir des lésions cérébrales. Il souffrait également de maux de tête récurrents et a été une fois admis à l'asile.
Cooke est né avec une fente labio-palatine, qui lui a valu une opération à l'âge de trois mois et une autre à 3½ ans. Les opérations chirurgicales pour réparer les déformations n'ont pas totalement réussi et lui laissèrent une légère difformité faciale, il parlait en marmonnant, ces handicaps firent de lui la cible de brimades à l'école. Il quitta l'école à 14 ans pour travailler afin d'aider la famille. Adolescent, Cooke passa ses nuits impliquées dans des délits mineurs et vandalisme, il purgea plus tard 18 mois d'emprisonnement pour avoir incendié une église après avoir été rejeté d'une audition pour la chorale. À l'âge de 18 ans, Cooke fut condamné à trois ans de prison à la suite de son arrestation pour incendie criminel et vandalisme.
À l'âge de 21 ans, Cooke rejoint l'Australian Army, mais il fut libéré trois mois plus tard, à la suite de la découverte qu'avant son enrôlement, il avait un dossier juvénile pour vol, introduction par effraction et incendie criminel.
Le 14 octobre 1953, Cooke, alors âgé de 22 ans, se maria avec Sarah (Sally) Lavin, une serveuse de 19 ans, à l'église méthodiste de Cannington. Ils eurent sept enfants.
Cooke fut arrêté à plusieurs reprises pour "voyeurisme" et pour d'autres délits mineurs. En 1955, il fut arrêté pour vol de voiture et condamné à deux ans de travail forcé. Après sa libération, il se mit à porter des gants de femme dès lors qu'il commettait des crimes afin d'éviter de laisser des empreintes digitales.

## Meurtres
La folie meurtrière de Cooke concerne une série apparemment sans signature spécifique, des accidents avec délit de fuite, des coups de couteau, des étranglements et des fusillades. Les victimes abattues l'ont été avec des fusils différents, celles poignardées à l'aide de couteaux et ciseaux et d'autres ont été frappées à coups de hache. Plusieurs furent tuées au réveil alors que Cooke cambriolait leurs maisons ; deux furent abattues durant leur sommeil sans que leurs maisons ne soient fouillées; et une fut abattue après avoir répondu alors que Cooke frappait à sa porte. Après avoir poignardé une victime, Cooke sortit la limonade du réfrigérateur et s'assit sous la véranda pour la boire. Une victime fut étranglée mortellement avec le cordon d'une lampe de chevet, après quoi Cooke viola le corps, il l'a traîné sur la pelouse d'un voisin et l'a pénétré sexuellement à l'aide d'une bouteille de whisky vide, qu'il berça dans ses bras sur le côté gauche.
Durant les années 1960, les personnes en Australie laissaient fréquemment leurs automobiles déverrouillées et/ou avec les clefs sur le contact, ce qui a permis à Cooke de voler une voiture presque tous les soirs. Il remettait parfois le véhicule volé à sa place sans que le propriétaire ne se rende compte du vol, plusieurs véhicules avaient été impliqués dans des accidents avec délits de fuite.
L'enquête de police se porta sur la prise des empreintes digitales de plus de 30 000 hommes âgés de plus de 12 ans, mais aussi la localisation et des tirs d'essai plus de 60 000 fusils .22 Long Rifle. Après qu'une arme eut été trouvée cachée dans un buisson de Chamelaucium uncinatum sur la Rookwood Avenue à Mount Pleasant en août 1963, les études balistiques révélèrent que l'arme était impliquée dans le meurtre de Shirley McLeod. La police retourna à l'emplacement et y attacha un fusil semblable rendu inefficace, dans le buisson avec du fil à pêche et y construisit une cachette dans laquelle elle attendit au cas où quelqu'un y retournerait, Cooke fut appréhendé quand il revînt prendre l'arme 17 jours plus tard.
Cooke a avoué plusieurs crimes, dont huit meurtres et quatorze tentatives de meurtre. Il fut reconnu coupable du meurtre de John Lindsay Sturkey, l'une des cinq victimes de Cooke lors de la fusillade de l'Australia Day (1963). Dans ses aveux, Cooke montra une exceptionnelle mémoire pour les détails de ses crimes, indépendamment du temps passé depuis ses délits. Ainsi, il a avoué plus de 250 cambriolages et a pu détailler précisément ce qu'il y avait pris, y compris le nombre et la valeur des pièces de monnaie qu'il avait volées en chacun des lieux.

## Condamnation et exécution

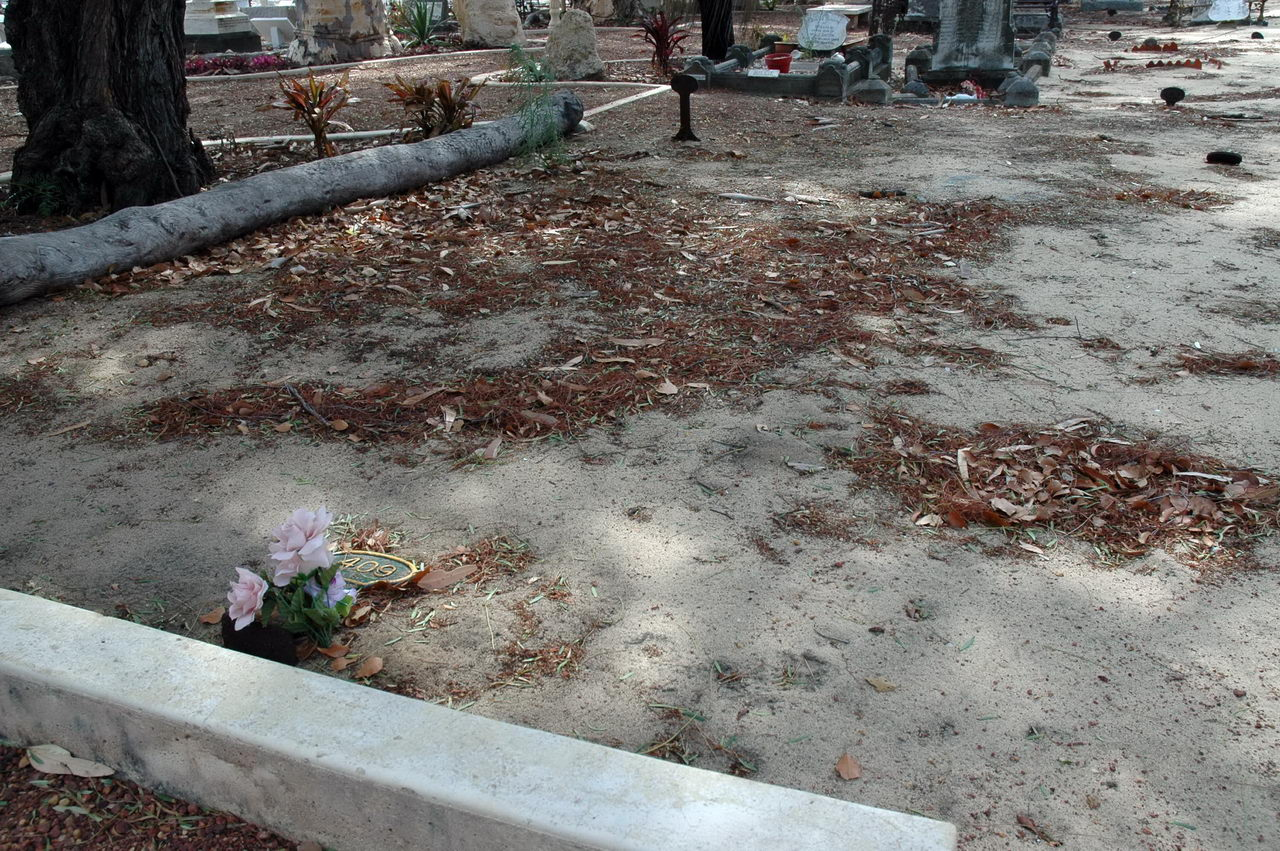
Le lopin de terre du Cimetière Fremantle en Australie où sont enterrés Eric Edgar Cooke ainsi que Martha Rendell

Cooke plaida non coupable au motif d'aliénation mentale. Au procès, les avocats de Cooke déclarèrent qu'il souffrait de schizophrénie, mais cette demande a été rejetée après que le directeur des services de santé mentale de l'État eut témoigné qu'il était sain d'esprit. L’État ne permettrait pas à des spécialistes psychiatriques indépendants d'examiner Cooke. Cooke fut reconnu coupable de meurtre délibéré le 28 novembre 1963, après un procès de trois jours, devant le jury de la Cour suprême d'Australie-Occidentale . Il a été condamné à mort par pendaison et, malgré la possibilité de recours, il ordonna à ses avocats de ne pas l'appliquer, déclarant qu'il méritait de payer pour ce qu'il avait fait. Dix minutes avant que la sentence ne soit exécutée, le 26 octobre 1964, Cooke jura sur la Bible avoir tué Jillian Brewer et Rosemary Anderson, déclaration qui avait été précédemment rejetée, d'autres ayant déjà été reconnus coupables de ces meurtres.
Cooke fut la dernière personne condamnée à être pendue dans l'état d'Australie-Occidentale.
Cooke est enterré au cimetière de Fremantle, au-dessus des restes de la tueuse d'enfants Martha Rendell, qui a été pendue à la Prison de Fremantle en 1909.

## Les accusés à tort
Les aveux de Cooke semblaient disculper les deux hommes, qui avaient déjà été jugés séparément, condamnés et emprisonnés pour les meurtres respectifs de Jillian Brewer Macpherson (1959) et Rosemary Anderson (1963) :
- Darryl Beamish, un sourd-muet fut reconnu coupable en 1961 du meurtre de Brewer,
- John Button fut reconnu coupable d'homicide involontaire, après la mort d'Anderson, sa petite amie.

Malgré les aveux de Cooke en 1963, Beamish purgea 15 ans de prison, tandis que Button fut condamné à dix ans et en fit cinq.
La Cour d'appel rejeta l'appel initial de Button, même si Cooke avait fourni des détails que seul le coupable pouvait connaître; en particulier, les juges ne croyaient pas la déclaration de Cooke sur le fait que le corps d'Anderson ait été jeté "sur le toit" d'une Holden EJ sans en endommager le pare-soleil, comme Cooke l'avait déclaré. Au cours des décennies suivantes, Button et ses défenseurs – dont la journaliste Estelle Blackburn – continuèrent à faire pression pour l'ouverture d'un nouveau procès, avec une campagne très médiatique en 1998 simulant la reconstitution de la mort d'Anderson, menée par des experts de crash test, avec à la fois une Holden similaire à celle qu'on pensait que Cooke avait utilisée dans la nuit en question et une Simca Aronde de 1963 comme la voiture que possédait Button, toutes deux conduites par un mannequin d’essai de choc. Le mannequin fut jeté sur le toit de la Holden, comme Cooke l'avait dit et les dommages subis correspondaient à ceux enregistrés par une entreprise de carrosserie qui, en 1963, avait réparé le véhicule conduit par Cooke. Les experts constatèrent que le pare-soleil déformé, après avoir été frappé par un corps, reprenait sa forme originelle, sans endommager la peinture.
L'appel initial de Beamish fut également rejeté parce que la Cour ne croyait pas au témoignage de Cooke. L'accusation déclara que ses aveux constituaient une tentative pour faire durer son propre procès et le Juge en chef d'Australie-Occidentale, Sir Modèle:Lrquel (qui présidait) appela Cooke « infâme menteur sans scrupules ».
En 2002, la Cour d'appel pénale annula la condamnation de Button. Le succès de Button ouvrit la voie à un recours formé par Darryl Beamish, qui fut acquitté en 2005. Dans les deux cas, les juges d'appel ont déclaré que les meurtres avaient été probablement commis par Cooke.
Le 2 juin 2011, Beamish reçut à titre gracieux 425 000 $ australiens du gouvernement d'Australie-Occidentale.

## Média
En 2000, un mémoire de Robert Drewe, "The Shark Net" – devenu plus tard une série télévisée en trois parties – fournit les impressions d'un auteur sur l'effet qu'eurent les meurtres sur Perth à cette époque. Selon le livre, plus de personnes achetèrent des chiens pour leur sécurité et verrouillèrent les portes arrière et les garages qui jusqu'alors n'avaient jamais été sécurisés.
Eric Edgar Cooke, en tant que "The Nedlands Monster", figure dans le roman de Tim Winton, Cloudstreet et son adaptation télévisée de 2011.
Cooke est mentionné dans le roman de 2009 de Craig Silvey, Jasper Jones.
La journaliste Estelle Blackburn reçut le prix Walkley-du journalisme, elle passa six années à écrire l'histoire biographique Broken Lives, sur la vie et la carrière criminelle de Cooke en se concentrant particulièrement sur la dévastation qui demeure pour ses victimes et leurs familles.
En mars 2009, la deuxième saison de Crime Investigation Australia comporta un épisode sur Eric Edgar Cooke.